# Kanton Breteuil (Oise)
Breteuil is een voormalig kanton in Frankrijk in het departement Oise, arrondissement Clermont. Het werd opgeheven bij decreet van 20 februari 2014 met uitwerking in maart 2015.

## Gemeenten
Het kanton Breteuil omvatte de volgende gemeenten:
- Ansauvillers
- Bacouël
- Beauvoir
- Bonneuil-les-Eaux
- Bonvillers
- Breteuil hoofdplaats
- Broyes
- Chepoix
- Esquennoy
- Fléchy
- Gouy-les-Groseillers
- La Hérelle
- Le Mesnil-Saint-Firmin
- Mory-Montcrux
- Paillart
- Plainville
- Rocquencourt
- Rouvroy-les-Merles
- Sérévillers
- Tartigny
- Troussencourt
- Vendeuil-Caply
- Villers-Vicomte